# Mr. Olympia – 1965.
Mr. Olympia – 1965. je bilo prvo izdanje najprestižnijeg međunarodnog natjecanja u bodybuildingu. Natjecanje je ustanovio Joe Weider kako bi se omogućilo natjecanje između pobjednika Mr. Universea, podizanja samog bodybuildinga na veću razinu i mogućnost zarade novca. Natjecanje je organizirano 18. rujna 1965. godine u dvorani glazbene akademije u Brooklynu.
Prvo mjesto je osvojio Larry Scott, koji je dobio i novčanu nagradu u vrijednosti od 1.000 $ te mali brončani kip inspiriran Eugenom Sandowom, "ocem modernog bodybuildinga". Drugoplasirani je bio Harold Poole, koji je, sa samo 21. godinom, ostao do danas najmlađi natjecatelj koji je sudjelovao na ovom natjecanju. Sljedeći godine Larry Scott je ponovno osvojio prvo mjesto.

## Rezultati
| Mjesto | Nagrada | Ime          |
| ------ | ------- | ------------ |
| 1.     | 1.000 $ | Larry Scott  |
| 2.     |         | Harold Poole |
| 3.     |         | Earl Maynard |